# Universidade do País de Gales
A Universidade do País de Gales (em galês: Prifysgol Cymru; em inglês: University of Wales) era uma universidade confederada sediada em Cardiff, no País de Gales, no Reino Unido. Fundada pela Royal Charter em 1893 como uma universidade federal com três faculdades constituintes — Aberystwyth, Bangor e Cardiff — a universidade foi a primeira e mais antiga universidade do País de Gales, um dos quatro países do Reino Unido. A universidade foi a segunda maior universidade do Reino Unido.
Era uma universidade federal semelhante à Universidade de Londres, a Universidade do País de Gales estava encarregada de examinar os alunos, enquanto seus colégios eram responsáveis pelo ensino. Historicamente, a Universidade do País de Gales foi a única universidade galesa até o estabelecimento da Universidade de Glamorgan em 1992.
Em 2007, a Universidade de Gales mudou de uma estrutura federal para uma confederada e muitas das faculdades constituintes se tornaram universidades independentes. Após uma série de controvérsias no final dos anos 2000, envolvendo afiliados estrangeiros e vistos de estudante, foi tomada a decisão de abolir a universidade como ela existia. A partir de agosto de 2017, foi integrada funcionalmente com a Universidade de Wales Trinity Saint David, embora uma fusão legal não tenha sido finalizada (até janeiro de 2018).